# پاتریک کونن
 پاتریک کونن (انگلیسی: Patrik Kühnen؛ زاده ۱۱ فوریهٔ ۱۹۶۶) یک تنیس‌باز اهل آلمان است.